# 인베브
인베브(InBev)는 벨기에의 맥주 회사로, 현재는 앤하이저부시 인베브의 자회사이다.
2004년 벨기에에 본사를 둔 인터브루(Interbrew)와 브라질 양조업체 암베브(AmBev)의 합병으로 탄생한 양조 회사이다. 2008년 앤호이저 부시(Anheuser-Busch)를 인수하여 앤하이저부시 인베브(약칭 AB InBev)의 기업이 설립되기 전까지 독립적으로 존재했다. 인베브는 30개국 이상에서 운영되고 130개국 이상에서 판매되고 있다. 2006년 시가총액은 306억 유로, 순이익은 32억 유로, 매출은 133억 유로였다.
2008년 7월 13일, 인베브는 앤호이저 부시(Anheuser-Busch)를 인수하여 앤호이저 부시 인베브라는 새 회사를 설립했다. 미국에서 반독점 승인을 얻기 위해 인베브는 또 다른 인베브 브랜드인 라바트(Labatt) 맥주를 미국으로 수입한 회사를 매각하는 데 동의했다. 이 거래는 2009년 3월 13일에 완료되었다.
주당 70달러, 즉 거의 520억 달러에 달하는 전액 현금 계약으로 버드와이저와 미켈롭의 제조사와 스텔라 아르투아, 베이스, 브라마의 제조사를 통합하는 세계 최대의 양조업체가 탄생했다. 두 회사의 연간 매출은 364억 달러 이상으로 이전 최대 양조업체인 런던에 본사를 둔 SABMiller를 능가하게 된다.
2016년 10월 10일, 앤호이저 부시 인베브는 SAB밀러를 690억 파운드(미화 1,070억 달러)에 인수했다. 그 후 SABMiller는 글로벌 주식 시장에서 거래를 중단했다. 이제 앤호이저 부시 인베브 SA/NV가 된 새 회사는 이후 SAB의 MillerCoors 맥주 회사를 Molson Coors에 매각하고 수많은 유럽 브랜드를 아사히맥주(Asahi Breweries)에 매각했다.

## 같이 보기
- 앤하이저부시